# 839 هـ
839 هـ هي سنة في التقويم الهجري امتدت مقابلةً في التقويم الميلادي بين سنتي 1435 و1436.

## وفيات
- أبو عبد الله محمد المنتصر الثاني
- غياث الدين الكاشي
- شهاب الدين البوصيري